# Bazilika Žalostne Matere Božje, Stična
Bazilika Žalostne Matere Božje v Stični je samostanska cerkev Cistercijanskega samostana Stična. Danes služi tudi kot župnijska cerkev, kot Marijin romarski kraj pa je bila 1936 razglašena za baziliko. Je ena izmed največjih cerkva v Sloveniji, po nekaterih virih pa naj bi bila tudi najdaljša.

## Zgodovina
Cerkev je bila sprva povsem romanska. Gradili so jo 20 let, njen graditelj pa je bil (kakor tudi graditelj samostana) »cementarius« Mihael, Francoz po rodu, kakor omenja neka listina. Cerkev je 8. julija 1156 posvetil oglejski patriarh Pelegrin I. Kot vse cistercijanske cerkve je tudi ta dobila posvetitev Materi Božji. Raziskave so pokazale, da je bila že takratnja cerkev sezidana kot troladijska slopna bazilika s prečno ladjo in dvema dolgima stranskima kapelama. Strop ladje je bil raven. Imela je pet apsid, v katerih so bili stranski oltarji. Na slovenskem ozemlju je bila tedaj to največja cerkev. Danes na romansko osnovo poleg tlorisa spominjajo le še dve vrsti arkad s šestimi pari polkrožnih lokov ter svetlobno nadstropje na podstrešju.
Leta 1475 so cerkev in samostan požgali Turki. Obnova je cerkvi prinesla gotski prezbiterij s stopničastimi zunanjimi oporniki. Cerkev so na novo posvetili, in sicer Žalostni Materi Božji. Leta 1529 so Turki ponovno izropali ter požgali cerkev in samostan, vendar je do temeljite prenove preteklo skoraj sto let.
Obsežna prenovitvena dela so potekala pod opatom Jakobom Reinprechtom. Glavna značilnost prenove je bila barokizacija. Poleg tega so na zahodu ladjo skrajšali za dolžino ene arkade, na stičišču glavne ladje s prečno pa so zgradili kupolo. Pod arkadami je našlo svoje mesto 13 novih stranskih oltarjev. Cerkev je leta 1622 posvetil tržaški škof Rinaldo Scarlicchio. Gotski zvonik je bil predelan tri leta kasneje, leta 1625. Še ena baročna obnova se je zgodila leta 1747 za časa opata Vilijema Kovačiča.
Leta 1784 je cesar Jožef II. s svojimi reformami ukinil samostan, cerkvi pa spremenil namembnost, tako da je postala župnijska cerkev. Zaradi svoje izjemne velikosti je bila preveliko breme za župnijo, zato je začela propadati. V manjši meri se je popravila lotil župnik Janez Hinek, ki je tu deloval med letoma 1846 in 1886. Cistercijani so se vrnili v opatijo Stična leta 1898 iz avstrijske opatije Rein pri Gradcu. V letih 1927 do 1928 so temeljito prenovili notranjost. Posebno leto je bilo 1936, ko je ob 800-letnici opatije papež Pij XI. podelil cerkvi status bazilike.
Med drugo svetovno vojno je bila cerkev dvakrat bombardirana. Leta 1953 so vzidali nova okna, 1956 pa so celotno baziliko še na novo prekrili, saj je bila poprej le za silo zakrpana. Zadnja predelava cerkve je bila v skladu s pokoncilsko reformo leta 1977 po zamisli arhitekta Toneta Bitenca. Takrat so zvišali prezbiterij in vanj postavili nov oltar, tako da je duhovnik obrnjen proti ljudem.